# Rhithrogena sibillina
Rhithrogena sibillina is een haft uit de familie Heptageniidae. De wetenschappelijke naam van de soort is voor het eerst geldig gepubliceerd in 1985 door Metzler, Tomka & Zurwerra.
De soort komt voor in het Palearctisch gebied.